# Regina Theissl-Pokorná
Regina Theissl-Pokorná, née Regina Pokorná, est une joueuse d'échecs slovaque puis autrichienne née le 18 janvier 1982 à Bratislava en Slovaquie.
Grand maître international féminin depuis 2000, elle a remporté :
- le championnat d'Europe d'échecs junior 1999 ;
- le championnat d'Europe d'échecs des nations avec la Slovaquie en 1999 ;
- le championnat de Slovaquie en 2009.

Depuis 2015, elle est affiliée à la fédération autrichienne.
Au 1er mai 2018, elle est la première joueuse autrichienne et la 161e joueuse mondiale avec un classement Elo de 2 317 points.

## Compétitions par équipe
Regina Theissl-Pokorná a représenté la Slovaquie lors de trois championnats d'Europe des nations (1997, 1999 et 2001) et de huit olympiades de 1998 à 2012.
Avec la Slovaquie, elle a remporté la médaille d'or par équipe et la médaille de bronze individuelle au deuxième échiquier lors du championnat d'Europe d'échecs des nations de 1999.
Elle joua au premier échiquier de l'Autriche lors du championnat d'Europe de 2015 et  lors de l'Olympiade d'échecs de 2016.